# Предео изузетних одлика Клисура Ђетиње
Предео изузетних одлика Клисура Ђетиње је заштићено природно подручје које обухвата део тока реке Ђетиње, у непосредној близини града Ужица. Предео скоро у целини припада територији града Ужица (западни обод Ужица), а мањим делом подручју општине Чајетина. Обухвата кањон усечен у камена брда на некадашњој траси „ћирине” уске пруге изнад града са сачуваним мноштвом ретких биљних и животињских врста, лепих одморишта, водопада, вирова.
Укупна површина заштићеног природног добра Предео изузетних одлика Клисура Ђетиње износи 853 13 43 ha.
У речној клисури многобројне колоније лептира, којих има чак 110, од укупно 192 врсте колико их је настањено у Србији. Брзом Ђетињом ту пливају разне рибе (клен, кркуша, мрена, скобаљ), с њима и видра која бира само чисте воде. На просторима клисуре Ђетиње је регистровано осам врста водоземаца и девет врста гмизаваца. Небом овде лете сиви соко, јастреб, кобац, орао змијар, многе птице певачице. У забитима кањона појаве се понекад и дивље свиње, срне, лисице, а са листе међународно значајних биљака овде расту 24 врсте, од којих су шест природне реткости.